# Lavaredo Ultra Trail
Der Lavaredo Ultra Trail ist ein jährlich in den Dolomiten bei Cortina d’Ampezzo ausgetragener Ultralauf. Es werden fünf verschiedene Distanzen angeboten, darunter der Lavaredo 120 K mit einer Höhenmeterbilanz von 5800 Höhenmetern. Die erste Ausgabe fand im Jahr 2007 statt.

## Distanzen
Nach einer umfassenden Reform im Jahr 2023 werden folgende Distanzen angeboten:
| Name           | Distanz | Höhenmeter |
| -------------- | ------- | ---------- |
| Lavaredo 120 K | 120 km  | 5800 m     |
| Lavaredo 80 K  | 80 km   | 4600 m     |
| Lavaredo 50 K  | 50 km   | 2600 m     |
| Lavaredo 20 K  | 20 km   | 1000 m     |
| Lavaredo 10 K  | 10 km   | 200 m      |

Folgende Rennen wurden mit der Reform 2023 abgeschafft:
- Lavaredo Ultratrail (2007–2022)
- Cortina Trail (2012–2022)
- Cortina Skyrace (2015–2022)
- Ultra Dolomites (2019–2022)

## Sieger und Siegerinnen
(Quelle: UTMB)

### Herren
| Jahr | Name                | Nation | Zeit       |
| ---- | ------------------- | ------ | ---------- |
| 2010 | Csaba Nemeth        | HUN    | 11:40:43 h |
| 2011 | Sebastien Chaigneau | FRA    | 09:29:51 h |
| 2012 | Iker Karrera        | ESP    | 12:26:29 h |
| 2013 | Sebastien Spehler   | FRA    | 07:39:35 h |
| 2014 | Anton Krupicka      | USA    | 12:42:31 h |
| 2015 | Didrik Hermansen    | NOR    | 12:34:29 h |
| 2016 | Andy Symonds        | GBR    | 12:15:06 h |
| 2017 | Fabien Antolinos    | FRA    | 12:32:34 h |
| 2018 | Hayden Hawks        | USA    | 12:16:20 h |
| 2019 | Timo Tollefson      | USA    | 12:18:47 h |
| 2021 | Hannes Namberger    | GER    | 12:02:12 h |
| 2022 | Hannes Namberger    | GER    | 11:56:28 h |

| Jahr | Name                    | Nation | Zeit       |
| ---- | ----------------------- | ------ | ---------- |
| 2012 | Nicola Giovanelli       | ITA    | 04:34:22 h |
| 2013 | Oliver Utting           | CAN    | 04:02:21 h |
| 2014 | Fabian Schnekenburger   | GER    | 04:37:28 h |
| 2015 | Davide Cheraz           | ITA    | 04:43:08 h |
| 2016 | Sebasjan Zarnik         | SLO    | 04:47:03 h |
| 2017 | Matteo Pigoni           | ITA    | 04:28:52 h |
| 2018 | Zach Miller             | USA    | 04:20:24 h |
| 2019 | Miguel Caballero Ortega | ESP    | 04:30:40 h |
| 2021 | Antonio Martinez Perez  | ESP    | 04:17:14 h |
| 2022 | Pere Rullan Estarelles  | ESP    | 04:27:43 h |

| Jahr | Name                   | Nation | Zeit       |
| ---- | ---------------------- | ------ | ---------- |
| 2015 | Manuel Speranza        | ITA    | 01:41:33 h |
| 2016 | Daniel Jung            | ITA    | 01:40:22 h |
| 2017 | Eddj Nani              | ITA    | 01:37:22 h |
| 2018 | Nicolae Balan          | ROU    | 01:40:58 h |
| 2019 | Gabriele Bacchion      | ITA    | 01:35:59 h |
| 2021 | Alex Garcia Carrillo   | ESP    | 01:32:33 h |
| 2022 | Antonio Martinez Perez | ESP    | 01:29:21 h |

| Jahr | Name                  | Nation | Zeit       |
| ---- | --------------------- | ------ | ---------- |
| 2019 | Andreu Simon Aymerich | ESP    | 08:50:46 h |
| 2021 | Marek Causidis        | CZE    | 08:10:26 h |
| 2022 | Matteo Anselmi        | ITA    | 08:42:00   |

| Jahr | Name             | Nation | Zeit       |
| ---- | ---------------- | ------ | ---------- |
| 2023 | Jonas Russi      | SUI    | 12:13:04 h |
| 2024 | Hannes Namberger | GER    | 11:57:15 h |

| Jahr | Name                | Nation | Zeit       |
| ---- | ------------------- | ------ | ---------- |
| 2023 | Andre Rodrigues     | POR    | 08:15:59 h |
| 2024 | Patrick Ehrenthaler | GER    | 08:31:29 h |

| Jahr | Name                   | Nation | Zeit       |
| ---- | ---------------------- | ------ | ---------- |
| 2023 | Francesco Puppi        | ITA    | 04:02:16 h |
| 2024 | Antonio Martinez Perez | ESP    | 04:15:17 h |

| Jahr | Name          | Nation | Zeit       |
| ---- | ------------- | ------ | ---------- |
| 2023 | Daniel Pattis | ITA    | 01:29:41 h |
| 2024 | Nadir Maguet  | ITA    | 01:29:35   |

| Jahr | Name              | Nation | Zeit      |
| ---- | ----------------- | ------ | --------- |
| 2023 | Marcello Scarinzi | ITA    | 36:05 min |
| 2024 | Francesco Bongio  | ITA    | 34:32 min |

### Damen
| Jahr | Name              | Nation | Zeit       |
| ---- | ----------------- | ------ | ---------- |
| 2010 | Cinzia Bertasa    | ITA    | 14:03:18 h |
| 2011 | Fernanda Marciel  | BRA    | 12:45:24 h |
| 2012 | Francesca Canepa  | ITA    | 15:58:02 h |
| 2013 | Cheryl Beatty     | CAN    | 09:31:12 h |
| 2014 | Rory Bosio        | USA    | 14:29:54 h |
| 2015 | Caroline Chaverot | FRA    | 13:40:34 h |
| 2016 | Andrea Huser      | SUI    | 14:32:39 h |
| 2017 | Caroline Chaverot | FRA    | 14:05:45 h |
| 2018 | Kelly Wolf        | USA    | 14:37:00 h |
| 2019 | Kathrin Gotz      | SUI    | 14:59:52 h |
| 2021 | Camille Bruyas    | FRA    | 14:06:16 h |
| 2022 | Mimmi Kotka       | SWE    | 14:51:25 h |